# 17 de desembre
El 17 de desembre és el tres-cents cinquanta-unè dia de l'any del calendari gregorià i el tres-cents cinquanta-dosè en els anys de traspàs. Queden 14 dies per finalitzar l'any.

## Esdeveniments
Països Catalans
- 1808, Barcelona: Guerra del francès: S'acaba el Bloqueig de Barcelona intent de reconquesta de la ciutat de les tropes espanyoles. Acaba amb victòria francesa.
- 1811 - Sansana (Departament de Potosí, Bolívia): els independentistes del Riu de la Plata guanyen el combat de Sansana durant la primera expedició auxiliadora de l'Alt Perú durant la Guerra de la Independència Argentina.
- 1877, Figueres (Alt Empordà): S'inaugura l'arribada del Ferrocarril a Figueres.
- 1910, Barcelona: S'inaugura el Petit Moulin Rouge, actualment conegut com a El Molino.
- 2011: Pere Navarro és escollit Primer Secretari del PSC, successor de José Montilla.

Resta del món
- 919, Imperi Romà d'Orient: Romà I Lecapè és coronat emperador de l'Imperí Romà d'Orient. Competeix la regència a l'Imperí Romà d'Orient, amb Constantí VII
- 1504, Granada (Andalusia), Espanya: hi arriba el cadàver d'Isabel I de Castella per ser-hi enterrat, procedent de Medina del Campo, on la reina havia mort tres setmanes abans.
- 1801, Estats Units: Tractat de Fort Adams entre els Estats Units i els choctaws.
- 1903, platja de Kitty Hawk, Carolina del Nord, EUA: Orville i Wilbur Wright aconsegueixen de fer volar 59 segons el Flyer (pilotant Orville), el primer avió (propulsat per una catapulta), de la història.[1]
- 1989, Estats Units: Després de tres temporades apareixent en format de curtmetratge dins del The Tracey Ullman Show, la sèrie Els Simpson s'independitza i comença a emetre's com a ficció separada amb episodis de mitja hora en horari de màxima audiència.
- 1992: Es firma el tractat d'Àrea de Lliure Comerç d'Amèrica del Nord, entre Canadà, els Estats Units i Mèxic, que entrarà en vigència l'1 de gener de 1994.
- 2002, Pretòria, Sud-àfrica: el govern de la República Democràtica del Congo i els opositors que el combatien firmen un acord de pau que posa fi a quatre anys de guerra civil, amb prop de 2 milions de persones mortes.
- 2004, Bhutan: el país esdevé el primer del món sense tabac: se'n prohibeix la venda i el consum en públic.
- 2006, Yokohama, Japó: Final del Campionat del Món de Clubs de futbol. L'Internacional de Porto Alegre guanya al FC Barcelona per 1 gol a 0.
- 2014, Cuba i els Estats Units restableixen relacions diplomàtiques.

## Naixements
Països Catalans
- 1868 - Barcelona: Josep Comas i Solà, astrònom català (m. 1937).
- 1878 - Premià de Dalt, el Maresme: Salvador Castells i Mas, polític català represaliat pel franquisme.
- 1922 - Lleida: Dolors Sistac Sanvicén, escriptora catalana i impulsora de l'ensenyament del català (m. 2018).[2]
- 1947 - Barcelona: Jordi Llovet, professor universitari retirat, traductor i crític literari català.
- 1954 - Benicarló, el Baix Maestrat: Àngel Alonso Herrera, conegut com a Pitxi Alonso, futbolista valencià; actualment entrenador i comentarista de TV.
- 1970 - Barcelona: Sílvia Vidal i Martí, muntanyenca i alpinista catalana.[3]
- 1974 - Algaida, Mallorca: Roser Amills, escriptora i periodista mallorquina.[4]

Resta del món
- 1706 - París, Regne de França: Émilie du Châtelet, matemàtica, física i escriptora francesa.[5]
- 1734 - Lisboa: Maria I de Portugal, reina de Portugal (1777-1816); i reina del Brasil (1815-1816).
- 1749 - Aversa: Domenico Cimarosa, compositor italià.
- 1778 - Penzance, Cornualla (Gran Bretanya): Humphry Davy, químic anglès.
- 1810 - San Fernando (Cadis): Francisco Serrano Domínguez, militar i President del Consell de Ministres diversos cops durant la Primera República Espanyola i cinquè i últim president del govern espanyol de la Primera República.
- 1855 - La Haia, Països Baixos: Suze Robertson, pintora neerlandesa (m. 1922).[6]
- 1891 - Jixi, província d'Anhui (Xina): Hu Shi (xinès simplificat: 胡适) filòsof, assagista, pedagog, escriptor i ambaixador xinès (m. 1962).[7]
- 1900 - Aynho: Mary Cartwright, matemàtica britànica que estudià la teoria del caos (m. 1998).[8]
- 1908 - 
  - Grand Valley, (Colorado, EUA: Willard Frank Libby, químic nord-americà guardonat amb el Premi Nobel de Química de l'any 1960.
  - Stratford, Nova Zelanda: Sylvia Ashton-Warner, escriptora, poetessa i educadora neozelandesa (m. 1984).[9]
- 1913 - Buenos Aires: Alicia Lourteig, botànica argentina (m. 2003).[10]
- 1930 - Tilsit, Alemanya: Armin Mueller-Stahl, actor alemany.
- 1936 - Buenos Aires, Argentina: Jorge Mario Bergoglio, papa Francesc (m. 2025).[11]
- 1937 - Nova Orleans, Louisiana: John Kennedy Toole, novel·lista nord-americà (m. 1969).
- 1947 - Hässleholm, Suècia: Ingvar Cronhammar, escultor suec nacionalitzat danès conegut per les seves obres monumentals.
- 1953 - Montevideo: Ana Olivera, professora i política uruguaiana.[12]
- 1975 - Kíev, Ucraína: Milla Jovovich, actriu ucraïnesa.[13]
- 1980 - Bakú: Dinara Aliyeva, soprano azerbaidjanesa.

## Necrològiques
Països Catalans
- 1901 - Sant Andreu de Palomar, Barcelona: Josep Manyanet i Vives, conegut com el «pare Manyanet», religiós català, fundador dels instituts de Fills de la Sagrada Família (n. 1833).
- 1956 - Borredà: Antònia Bardolet i Boix, escriptora i feminista catalana (n. 1877).
- 1964 - Barcelona: Rosa Hernáez i Esquirol, ballarina clàssica, cantant de sarsuela i actriu (n. 1887).[14]
- 2009 - Barcelona (Barcelonès): Albert Ràfols-Casamada, poeta i pintor català (n. 1923).
- 2024 - Joan Uriach i Marsal, empresari català del sector farmacèutic, pare de la Biodramina (n. 1929).[15]

Resta del món
- 1187 - Pisa (Itàlia): Gregori VIII, Papa de l'Església Catòlica.
- 1213 - Roma (Itàlia): Sant Joan de Mata, frare provençal, fundador de l'Orde Trinitari.
- 1830 - Santa Marta (Colòmbia): Simón Bolívar, líder revolucionari que va lluitar per la independència de Veneçuela, Colòmbia, Perú, Equador i Bolívia.
- 1847 - Parma, Ducat de Parma: Maria Lluïsa d'Àustria, esposa de Napoleó Bonaparte, emperadriu de França.[16]
- 1896 - Antíbol, Provença (França): Pau Arena, escriptor occità en llengua francesa, És considerat representant del regionalisme occità en francès, a causa de la temàtica occitana dels seus llibres.
- 1907 - Largs, Ayrshire, Escòcia: Lord Kelvin, físic, matemàtic i enginyer britànic. Conegut per l'Escala Kelvin de temperatures.
- 1917 - Aldeburghː Elizabeth Garrett Anderson, primera metgessa britànica (n. 1836).[17]
- 1940 - Highgate Middlesex, Anglaterra: Alicia Boole Stott, extraordinària matemàtica amateur (n. 1860).[18]
- 1943: Auschwitz, Polònia: Eva Kotchever, escriptora feminista polonesa (n. 1891).
- 1955 - Inglewood, Califòrnia: Alice Constance Austin, arquitecta i dissenyadora autodidacta nord-americana (n. 1862).[19]
- 1957 - Essex: Dorothy L. Sayers, escriptora, poeta i humanista anglesa (n. 1893).[20]
- 1964 - Mount Vernon, (Estat de Nova York, EUA): Victor Franz Hess, físic austríac. Premi Nobel de Física pel descobriment de la radiació còsmica l'any 1936.
- 1982 - Moscou, República Socialista Federada Soviètica de Rússia: Leonid Borisóvitx Kogan, violinista soviètic.
- 1983 - Hamilton (Ontario), Canadà: Edith Mary Wightman, historiadora i arqueòloga escocesa (n. 1938).[21]
- 1987 - Maine, EEUUː Marguerite Yourcenar, escriptora francesa, primera dona membre de l'Académie Française (n. 1903).[22]
- 1992 - Viena, (Àustria): Günther Anders, filòsof i assagistes, un dels més destacats en llengua alemanya del segle xx.
- 2001 - Stuttgart: Martha Mödl, soprano i mezzosoprano alemanya (n. 1912).[23]
- 2011 - 
  - São Vicente, Cap Verd: Cesária Évora, cantant de Cap Verd, reconeguda a nivell internacional (n. 1941).[24]
  - Pyongyang, Corea del Nord: Kim Jong-il, líder de facto de la República Popular Democràtica de Corea (n. 1942).[25]
- 2013 - Chicagoː Janet Rowley, genetista estatunidenca que demostrà que el càncer és una malaltia genètica (n. 1925).[26]
- 2024 - Madridː Marisa Paredes, actriu espanyola (n. 1946).[27]

## Festes i commemoracions
- Santoral: sants Modest de Jerusalem, bisbe; Judicael de Domnònia, rei; Bega d'Andenne, vídua; Esturmi de Fulda, abat; Joan de Mata, fundador de l'Orde de la Trinitat; Josep Manyanet i Vives, fundador dels Fills de la Sagrada Família i les Missioneres Filles de la Sagrada Família de Natzaret; sants Daniel i Ananies, Azaries i Misael (a orient); Vivina de Grand-Bigard, abadessa belga.
- Festa romana de Saturnàlia, festa romana dedicada al deu Saturn.